# Óscar Javier González Marcos
Óscar Javier González Marcos (Pelabravo (Salamanca), 12 de noviembre de 1982) es un exfutbolista español. Jugaba de centrocampista (normalmente mediapunta) y su primer equipo en Primera fue el Real Valladolid C. F.. Se retiró en julio de 2016.

## Trayectoria
Jugó desde joven en las categorías inferiores de la UD Santa Marta hasta que pasa a formar parte del Real Valladolid. Desde entonces fue un jugador destacado, lo que le llevó a debutar en la Primera División el 7 de octubre de 2000 en el partido Valladolid 1 - 0 Las Palmas. En las 4 temporadas en Pucela anotó 24 goles.
El Real Zaragoza se fijó en él, y lo fichó en el verano del 2004 a cambio de 3 millones de euros. Cabe señalar que esta cantidad fue pagada en concepto de derechos de formación, ya que el jugador expiraba contrato con el club vallisoletano; sin embargo, se pagaron ante la competencia de otros equipos que ofrecían lo mismo. Con el Real Zaragoza, obtiene en su palmarés la Supercopa de España (2004-05)  frente al Valencia CF (0-1 en La Romareda y 1-3 en Mestalla).
En la temporada 2008-09 ficha por el club griego Olympiacos F.C., a cambio de unos 4,3 millones de euros, con un contrato de 5 años y ficha de 1 millón de euros netos por temporada. Tras romper el contrato que tenía con el Olympiacos F.C. durante el verano de 2010, retorna el 2 de septiembre al club que le dio su primera oportunidad en la élite el Real Valladolid. En su primera temporada en el Real Valladolid se convierte en el segundo máximo goleador del club, anotando 8 tantos.
La temporada 2012-13 con el Real Valladolid en Primera División Española se proclama máximo goleador de su equipo formando una gran pareja en ataque con el alemán Patrick Ebert que le da goles y Óscar se los devuelve. Además es uno de los capitanes del equipo.
En junio de 2016 no renueva su contrato con el Real Valladolid y se retiró del fútbol profesional.
Tras su retiro, actualmente juega de mediapunta en el Pelabravo CF, en futormes.

### Selección nacional
Ha sido internacional con la Selección Española en categorías inferiores.

## Clubes
| Club                           | División         | Año           | Partidos | Goles |
| ------------------------------ | ---------------- | ------------- | -------- | ----- |
| Real Valladolid C. F. · España | Segunda División | 2000-01       | 3        | SD    |
| Real Valladolid C. F. · España | Primera División | 2001-02       | 14       | 0     |
| Real Valladolid C. F. · España | Primera División | 2002-03       | 30       | 3     |
| Real Valladolid C. F. · España | Primera División | 2003-04       | 37       | 10    |
| Real Zaragoza · España         | Primera División | 2004-05       | 31       | 6     |
| Real Zaragoza · España         | Primera División | 2005-06       | 36       | 3     |
| Real Zaragoza · España         | Primera División | 2006-07       | 30       | 3     |
| Real Zaragoza · España         | Primera División | 2007-08       | 32       | 2     |
| Olympiacos F.C. · Grecia       | Alpha Ethniki    | 2008-09       | 20       | 3     |
| Olympiacos F.C. · Grecia       | Alpha Ethniki    | 2009-10       | 15       | 2     |
| Real Valladolid C. F. · España | Segunda División | 2010-11       | 31       | 8     |
| Real Valladolid C. F. · España | Segunda División | 2011-12       | 34       | 13    |
| Real Valladolid C. F. · España | Primera División | 2012-13       | 30       | 12    |
| Real Valladolid C. F. · España | Primera División | 2013-14       | 22       | 1     |
| Real Valladolid C. F. · España | Segunda División | 2014-15       | 39       | 16    |
| Real Valladolid C. F. · España | Segunda División | 2015-16       | 24       | 4     |
| Total carrera                  | Total carrera    | Total carrera | 428      | 86    |

## Títulos

### Campeonatos nacionales
| Título         | Club            | País   | Año       |
| -------------- | --------------- | ------ | --------- |
| Supercopa      | Real Zaragoza   | España | 2004      |
| Liga de Grecia | Olympiacos F.C. | Grecia | 2008-2009 |
| Copa de Grecia | Olympiacos F.C. | Grecia | 2008-2009 |